# 梁蘭桂
梁蘭桂（？—？），男，是清嘉慶至咸豐時期詠春拳武術家。經歷了太平天國及大成國時期。梁蘭桂是梁博儔之後人或後輩(姪兒或族姪)，佛山商人，愛好粵劇，秘傳詠春拳與粵劇武生黃華寶。

## 生平
梁蘭桂生於清嘉慶至咸豐年間，正值太平天國民變爆發的動盪歲月，為詠春拳第一代傳人梁博儔之後人或後輩(姪兒或族姪)。

## 師承
五枚師太發明詠春拳術，傳於少女嚴詠春，嚴詠春再傳於其丈夫梁博儔，梁博儔再傳姪兒或族姪梁蘭桂，梁蘭桂再傳粵劇武生黃華寶，及後黃華寶再傳梁贊, 即梁璧, 陳華順以至葉問等一系列近代詠春宗師之源。